# J. R. Moehringer
John Joseph „J. R.“ Moehringer (* 7. Dezember 1964 in New York City) ist ein US-amerikanischer Journalist und Autor.

## Leben
Moehringer wuchs bei seiner alleinerziehenden Mutter in Manhasset und Scottsdale auf. In einem Interview gab er eine mögliche deutsche Abstammung an und sagte, dass sein Vater die Familie sehr früh verlassen habe. Nach der Schule begann er 1982 ein Studium an der Yale University, das er 1986 abschloss. Anschließend arbeitete er zunächst als Redaktionsassistent bei der New York Times. 1990 zog er nach Breckenridge, wo er für die Rocky Mountain News tätig war. 1994 wurde er Reporter im Lokalbüro der Los Angeles Times für das Orange County. 1997 entsandte ihn die Los Angeles Times nach Atlanta, um von dort aus als Korrespondent vor Ort über die Südstaaten zu berichten. 2000 wurde Moehringer für eine Reportage über die Kleinstadt Gee’s Bend in Alabama mit dem Pulitzer-Preis für Fachjournalismus ausgezeichnet.
Sein literarisches Debüt gab Moehringer 2005 mit dem autobiographischen Roman Tender Bar, mit dem ihm ein internationaler Bestseller gelang. Das Buch wurde von George Clooney 2021 verfilmt. Der Film The Champ entstand nach einem Artikel Moehringers in der Los Angeles Times über den Schwergewichtsboxer Bob Satterfield. 2012 erschien sein Roman Knapp am Herz vorbei über den populären US-amerikanischen Bankräuber Willie Sutton.
Moehringer ist auch als Ghostwriter von Autobiografien bekannt. So stammen Andre Agassis Open, Phil Knights Shoe Dog und Prinz Harrys Reserve aus seiner Feder.

## Werke (Auswahl)
- 2005 The Tender Bar (Roman)
  - Tender Bar, dt. von Brigitte Jakobeit. Fischer, Frankfurt a. M. 2007,  ISBN 978-3-596-51076-4.
- 2012 Sutton (Roman)
  - Knapp am Herz vorbei, dt. von Brigitte Jakobeit. Fischer, Frankfurt a. M. 2013, ISBN 978-3-10-049603-4.